# Trident (missile)
Pour les articles homonymes, voir Trident (homonymie).
Le missile Trident, dont le nom est inspiré du trident, est un missile mer-sol balistique stratégique (SLBM en anglais) armé d'ogives nucléaires et lancé à partir d'un sous-marin nucléaire lanceur d'engins (SSBN en anglais). Les missiles sont transportés par quatorze sous-marins de la classe Ohio de l'US Navy et par quatre sous-marins de la classe Vanguard de la Royal Navy britannique.

## Histoire
Le Trident I C4 a été déployé en 1979 et progressivement déclassé dans les années 1990 jusqu'au début des années 2000. Le déploiement du Trident II (D5) a débuté en 1990 et il est prévu qu'il reste en service pendant les trente années de vie des sous-marins qu'il arme, soit jusqu'en 2027.
Les missiles Trident sont fournis au Royaume-Uni selon les clauses définies par le Polaris Sales Agreement de 1963, révisé en 1982 pour le Trident. Le Premier ministre britannique Margaret Thatcher avait écrit au Président Carter le 10 juillet 1980 pour demander son approbation quant à la fourniture de missiles Trident I. Cependant, Margaret Thatcher écrivit en 1982 au Président Reagan pour avoir l'autorisation de participer au développement du système Trident II (Trident D5), dont le développement avait été accéléré par l'US Navy. Cela fut accordé en 1982 et, suivant l'accord, le Royaume-Uni a participé à hauteur de 5 % à la recherche et au développement des nouveaux missiles.
Le coût de développement de la version Trident IC4 est de 8,6 milliards de dollars de 1982 auquel il faut ajouter 15 millions de dollars de 1985 par missile produit.

### Prolongation de vie des Trident II (D5)
Il a été décidé en 2005 de prolonger le service des missiles D5 jusqu'en 2042. Cela requiert un programme d'extension, le D5 Life Extension Program, ou D5LE, en cours. L'objectif principal est de remplacer les composantes obsolètes à un coût minimal, en achetant le stock de matériel par le biais d'emprunts, tout en maintenant les performances des missiles Trident II existants, qui ne sont plus à démontrer. En 2007, Lockheed Martin a obtenu des contrats d'une valeur totale de 789,9 millions de dollars pour répondre à cette demande, mais aussi améliorer le système de guidage et de rentrée atmosphérique. Le Premier ministre britannique Tony Blair a déclaré que le sujet serait débattu au Parlement du Royaume-Uni avant qu'une décision ne soit prise. Le 4 décembre 2006, Tony Blair proposa au parlement de construire une nouvelle génération de sous-marins pour transporter les missiles Trident existants et de rejoindre le D5LE pour les remettre à niveau.

## Description
Le lancement du missile se fait d'un sous-marin en plongée. Le missile est éjecté de son tube par pression de gaz, générée par un « générateur de gaz », une fusée placée à la base du tube chauffe une certaine quantité d'eau qui s'évapore. Une fois que le missile a quitté le tube et s'élève au-dessus du sous-marin, le premier étage du moteur s'allume, la pointe aérodynamique du nez de l'engin sort de son logement et la phase de poussée débute. Idéalement, le missile est enveloppé de bulles de gaz pendant toute son immersion, de telle sorte qu'il ne soit à aucun moment en contact avec du liquide. Quand le troisième étage du moteur s'allume, dans les deux minutes qui suivent le lancement, la vitesse est supérieure à 6 000 m/s.
Le Trident a été construit en deux versions: le Trident I (C4) UGM-96A à 595 exemplaires armés de 3 250 ogives W76 et le Trident II (D5) UGM-133A construit à 462 exemplaires armés de 400 W88 outre les W76 en 1998. Les dénominations C4 et D5 mettent les missiles dans la même « famille » qui a pris naissance avec les missiles Polaris (A1, A2 et A3) et qui a continué en 1971 avec le Poséidon. Les deux versions du Trident sont des missiles à trois étages, propulsés par propergol, à guidage inertiel avec une portée augmentée par la pointe aérodynamique, une extension télescopique qui divise par deux la résistance aérodynamique. Après la phase de poussée, le Trident utilise des capteurs optiques pour mettre à jour son positionnement et réduire les erreurs de dérive inhérentes à tous les systèmes de guidage inertiel.

### Trident I (C4) UGM-96A

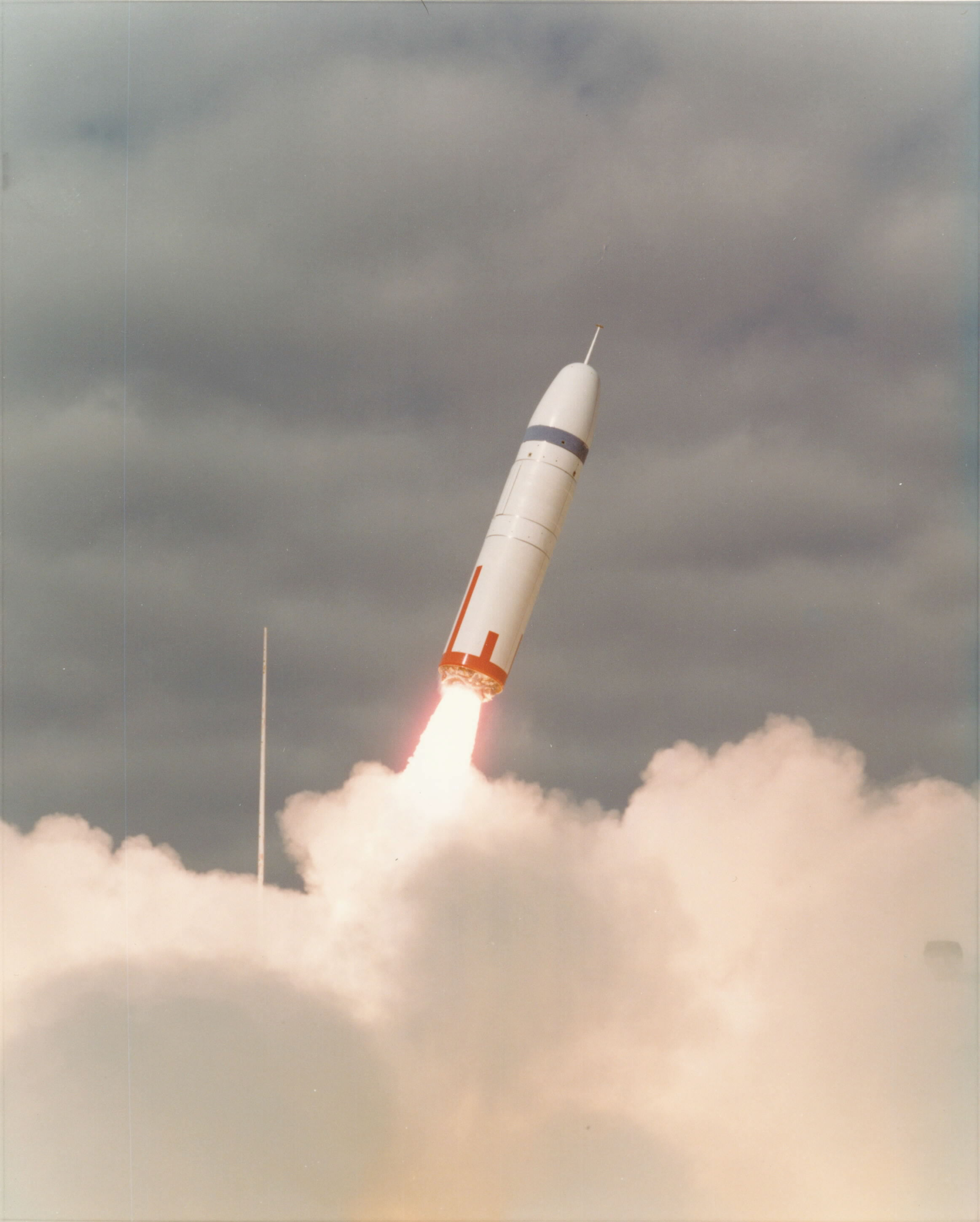
Le premier lancement de Trident I le 18 janvier 1977 à Cap Canaveral.

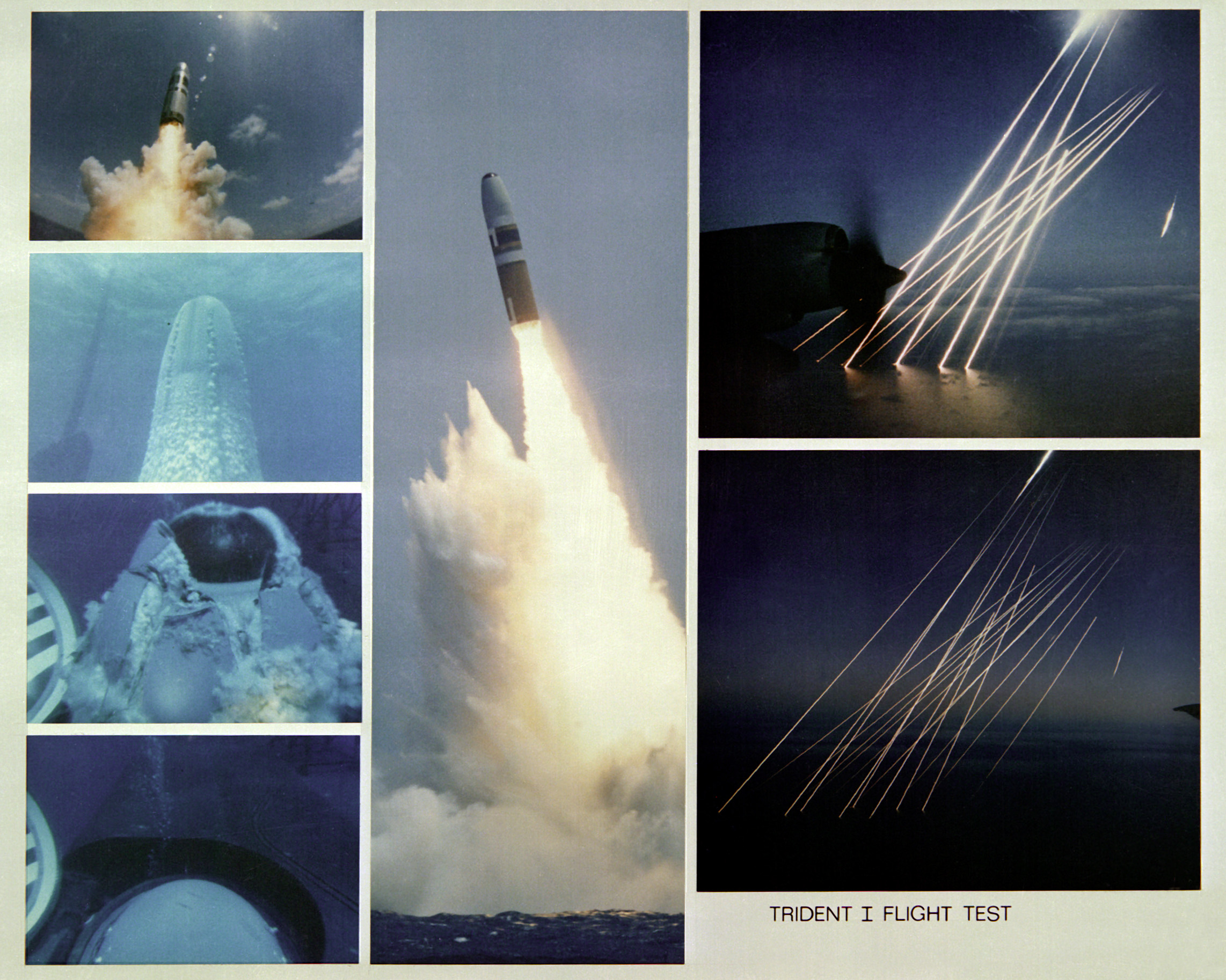
Un montage des diverses phases du lancement d'un missile Trident I (C4) en 1981.

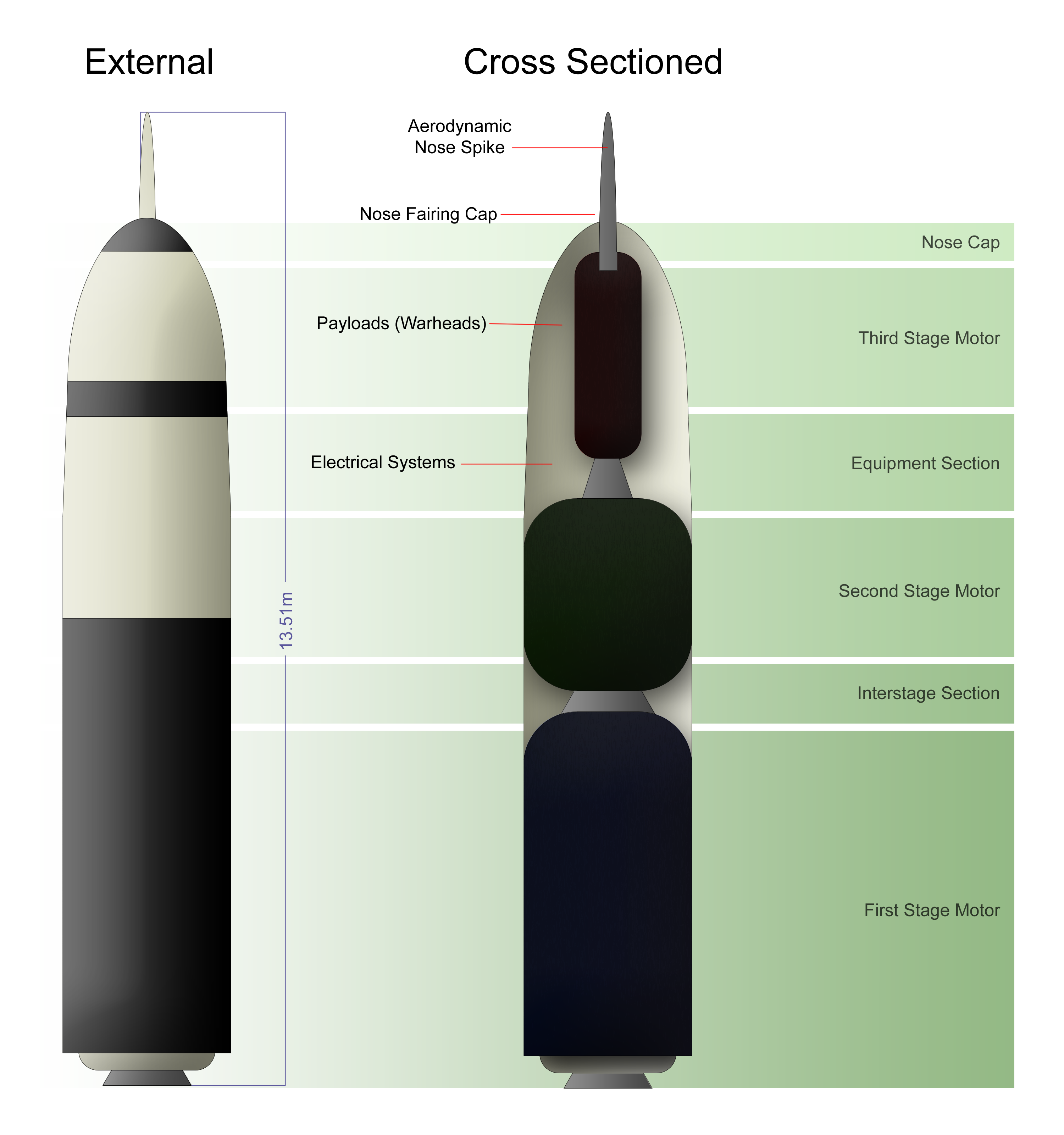
Vue schématique d'un missile Trident II (D5).

Les huit premiers sous-marins de classe Ohio ont été construits avec le missile Trident I. Les Trident I ont aussi remplacé les Poséidon dans 12 sous-marins de classe James Madison et Benjamin Franklin.
Caractéristiques
- Objectif : dissuasion nucléaire
- Concepteur : Lockheed Martin Space Systems
- Propulsion : trois étages de propergol
- Longueur : 10,2 m
- Masse : 33 142 kg
- Diamètre : 1,8 m
- Portée : 6 400 km
- Système de guidage : inertiel, visée stellaire
- CEP : 380 m
- Ogives : multiples têtes nucléaires à cibles indépendantes, 8 têtes W76 de 100 kilotonnes (Mark 4)
- Date de mise en service : 1979

### Trident II (D5) UGM-133A
La seconde variante du Trident est plus sophistiquée et peut porter une charge utile plus importante de 2 800 kg. Elle est assez précise pour être utilisée en « première frappe ». Le coût de l’équipement constitutif permettant d’atteindre le niveau de précision requis est comparable à lui seul à celui d’un missile M51 français. Les trois étages sont faits en fibre de carbone, allégeant considérablement le missile.
Le Trident II est le missile d'origine sur les quatre sous-marins de classe Vanguard britanniques et sur les sous-marins de classe Ohio depuis l'USS Tennessee (SSBN-734). Le missile D5 est actuellement transporté par quatorze sous-marins de classe Ohio.
Le premier tir d'essai a lieu le 15 janvier 1987 depuis un pas de tir de la base de lancement de Cap Canaveral; 19 ont lieu au total dont 3 échecs. Le 1er tir en mer depuis un SNLE, le USS Tennessee (SSBN-734), le 21 mars 1989 est un échec, le 2e tir le 2 août de la même année est un succès, le 3e le 15 août est un échec, le 4e le 13 décembre 1989 est un succès et à en croire les communiqués de presse, 157 lancements d'affilée du D5 souvent en salve ont été réalisés avec succès entre cette date et le 9 novembre 2015.
336 de ces missiles sont en service opérationnel en 2014 à bord des 14 SNLE, le nombre va être réduit à 240 en application du New Strategic Arms Reduction Treaty (New START) signé avec la Russie.
Caractéristiques
- Objectif : dissuasion nucléaire
- Concepteur : Lockheed Martin Space Systems
- coût unitaire : 30,9 millions de dollars[12]
- Propulsion : trois étages de propergol
- Longueur : 13,41 m
- Masses : 58 500 kg - 1er étage : 39 100 kg, 2e étage : 11 800 kg, 3e étage : 2 200 kg.
- Diamètre : 2,11 m
- Portée : 11 300 km[13]
- Vitesse maximale : 19 030 km/h
- Système de guidage : inertiel, référence stellaire et GPS
- CEP : 90 m avec GPS, 380 m avec inertiel
- Ogives (pour les États-Unis) : multiples têtes nucléaires à cibles indépendantes, jusqu'à 8 têtes W88 de 475 kt (Mark 5) ou 8 têtes W76 de 100 kt (Mark 4) ou ogive unique W76-2 depuis décembre 2019. Le Trident II pourrait en emporter 12, START I le limite à 8 et SORT à 4 ou 5.
- Date de mise en service : 1990

### Trident II (D5LE)
En 2002, la marine américaine annonce son intention de prolonger la durée de vie des missiles D5 et des sous-marins lanceurs jusqu'en 2040. Un programme d'extension de la vie D5LEP) est lancé. L'objectif principal est de remplacer les composants obsolètes à un coût minimal [citation nécessaire] en utilisant du matériel commercial standard (COTS); tout en maintenant les performances démontrées des missiles Trident II existants. En 2007, Lockheed Martin a obtenu un total de 848 millions de dollars de contrats pour effectuer ce travail et les travaux connexes, ce qui comprend également la mise à niveau des systèmes de rentrée des missiles. Le même jour, Draper Labs a reçu 318 millions de dollars pour la mise à niveau du système de guidage. Le Premier ministre britannique de l'époque, Tony Blair, aurait déclaré que la question serait pleinement débattue au Parlement avant qu'une décision ne soit prise. Le 4 décembre 2006, Tony Blair expose le projet de nouvelle génération de sous-marins (classe Dreadnought) pour lancer les missiles Trident existants, et l'intention de rejoindre le projet D5LE.
300 Trident II seront portés au standard D5L2 et resteront en service jusqu'en 2042
Le premier essai en vol d'un sous-système D-5 LE, avec le système de guidage MK 6 Mod 1 (DASO) -23, a eu lieu sur le USS Tennessee le 22 février 2012 presque exactement 22 ans après le lancement du premier missile Trident II depuis le même sous-marin en février 1990.

### Trident II (D5LE2)
Le Trident II D5 Life Extension (D5LE2), aura des améliorations prévues dans des domaines tels que la navigation et le contrôle, bien que les détails exacts n’aient pas été divulgués. Prévu dès 2018, Lockheed Martin annonce le 31 janvier 2025 un contrat de 383 millions de dollars pour la modernisation des missiles D5 D5LE en cette nouvelle version devant entrer en service en 2040 avec un remplacement progressif des anciens missiles sur une période de neuf ans. Devant servir jusqu'en 2084 à bord des sous-marins de la classe Columbia de l’US Navy et de la classe Dreadnought de la Royal Navy selon les prévisions de 2025, ils emporteront outre les ogives en service à cette date les W93/Mk7 américaines et Astraea britanniques.

## Trident conventionnel et nucléaire tactique
En 2006, dans le cadre d'une plus large stratégie de développement mondial des capacités de frappe rapide appelée « Prompt Global Strike », le Pentagone a proposé le Conventional Trident Modification program pour élargir l'éventail des options stratégiques.
Le programme, estimé à 506 millions de dollars devait convertir des missiles Trident II (probablement deux par sous-marin) en arme conventionnelle en les équipant de vecteurs de rentrée atmosphérique Mk4 modifiés, équipés de GPS pour la navigation et un système de guidage et de contrôle de rentrée atmosphérique (correction de trajectoire) pour lui donner une précision à l'impact de dix mètres. Aucun explosif n'était censé être utilisé étant donné que la masse du vecteur de rentrée atmosphérique et sa vitesse hypersonique à l'impact produirait suffisamment d'énergie et d'« effet ». Cette solution offrait la promesse de frappes conventionnelles précises avec une alerte chez l'ennemi et un temps de vol écourté.
Le principal souci aurait été de mettre en place des systèmes d'alerte suffisants pour que les autres puissances nucléaires ne prennent pas la frappe pour une attaque nucléaire. Principalement pour cette raison, le projet a suscité un important débat devant le Congrès pour le budget 2007, mais aussi sur la scène internationale. Le président russe Vladimir Poutine, entre autres, a prévenu que la mise en œuvre du projet augmenterait le risque d'une guerre nucléaire accidentelle : « le lancement d'un tel missile pourrait [...] provoquer une contre-attaque totale avec usage de la force nucléaire », déclara-t-il en mai 2006.
Un premier essai avec un Trident II devait avoir lieu en août 2009 mais cela ne s'est pas réalisé et il n'y a plus de communications vers le public de ce projet en janvier 2011.
La fabrication d'une ogive à faible puissance désignée W76-2 de 5 à 7 kt pouvant être emportée par les Trident a été autorisée par l'administration Trump en 2018 et la production a commencé en janvier 2019. La Commission des forces armées de la Chambre des représentants des États-Unis a interdit en juin 2019 son déploiement. Mais celui-ci a été déclaré officiellement effectif le 4 février 2020. La fédération des scientifiques américains indique que le premier déploiement a lieu depuis décembre 2019 à bord du USS Tennessee (SSBN-734) qui a un ou deux de ses vingt missiles Trident II armés d'une unique W76-2.

## Renouvellement de la flotte britannique
Le 14 mai 2007, le gouvernement britannique a obtenu le soutien de la Chambre des communes pour son projet de renouvellement du système de sous-marin nucléaire. Entre 15 et 20 milliards de livres seront dépensés dans de nouveaux sous-marins pour transporter les missiles Trident. On estime à 17 ans le temps nécessaire au développement et à la construction de la flotte, qui devrait rester en service jusqu'en 2050. Plus de 90 parlementaires du parti travailliste ont voté contre la proposition d'amélioration du système de missiles, et le vote a été gagné grâce au soutien du parti conservateur.

## Remplacement
Des discussions préparatoires ont lieu en février 2009 au niveau du comité des chefs d’États-majors interarmées des Forces armées des États-Unis en vue du remplacement du système Trident. En janvier 2010, on discute de la possibilité d'un vecteur commun remplaçant les Minuteman III basés à terre de l'USAF et ces missiles. Finalement, une modernisation a été optée a la fin des années 2010 et ce missile est prévu en 2025 pour rester en service jusqu'en 2084.